# Eredivisie 2005-06
La Eredivisie 2005-06 fue la 50.ª edición de la Eredivisie. El campeón fue el PSV Eindhoven, conquistando su 16.ª Eredivisie y el 19.° título de campeón de los Países Bajos.

## Clasificación general
| Puesto | Equipo             | PJ | PG | PE | PP | GF | GC | DG  | PTS |
| ------ | ------------------ | -- | -- | -- | -- | -- | -- | --- | --- |
| 1      | PSV Eindhoven      | 34 | 26 | 6  | 2  | 71 | 23 | 48  | 84  |
| 2      | AZ Alkmaar         | 34 | 23 | 5  | 6  | 78 | 32 | 46  | 74  |
| 3      | Feyenoord          | 34 | 21 | 8  | 5  | 79 | 34 | 45  | 71  |
| 4      | AFC Ajax           | 34 | 18 | 6  | 10 | 66 | 41 | 25  | 60  |
| 5      | FC Groningen       | 34 | 16 | 8  | 10 | 46 | 43 | 3   | 56  |
| 6      | FC Utrecht         | 34 | 16 | 7  | 11 | 49 | 44 | 5   | 55  |
| 7      | SC Heerenveen      | 34 | 14 | 7  | 13 | 63 | 58 | 5   | 50  |
| 8      | Roda JC            | 34 | 15 | 5  | 14 | 57 | 54 | 3   | 50  |
| 9      | FC Twente Enschede | 34 | 13 | 8  | 13 | 44 | 36 | 8   | 47  |
| 10     | NEC Nijmegen       | 34 | 13 | 8  | 13 | 43 | 43 | 0   | 47  |
| 11     | Vitesse Arnheim    | 34 | 13 | 5  | 16 | 52 | 54 | -2  | 44  |
| 12     | RKC Waalwijk       | 34 | 11 | 6  | 17 | 48 | 58 | -10 | 39  |
| 13     | Heracles Almelo    | 34 | 11 | 6  | 17 | 35 | 58 | -23 | 39  |
| 14     | Sparta Rotterdam   | 34 | 10 | 7  | 17 | 34 | 50 | -16 | 37  |
| 15     | ADO Den Haag       | 34 | 10 | 5  | 19 | 36 | 62 | -26 | 35  |
| 16     | NAC Breda          | 34 | 8  | 9  | 17 | 45 | 66 | -21 | 33  |
| 17     | Willem II Tilburg  | 34 | 7  | 7  | 20 | 45 | 66 | -21 | 28  |
| 18     | RBC Roosendaal     | 34 | 1  | 6  | 27 | 22 | 90 | -68 | 9   |

| Liga de Campeones | Play-offs de Liga de Campeones | Play-offs de Copa de la UEFA | Play-offs de Copa Intertoto | Play-offs de descenso | Descenso |

PJ = Partidos jugados; PG = Partidos ganados; PE = Partidos empatados; PP = Partidos perdidos; GF = Goles a favor; GC = Goles en contra; DG = Diferencia de goles; PTS = Puntos

## Play-offs

### Para competiciones europeas
Por un boleto para la Liga de Campeones y tres entradas para la Copa de la UEFA

|  | Partidos A y B | Partidos A y B                 | Partidos A y B |                            |   | Partido E | Partido E | Partido E |  |
|  |                |                                |                |                            |   |           |           |           |  |
|  |                |                                |                |                            |   |           |           |           |  |
|  | 5              | Groningen(avanza en el global) | 4              |                            |   |           |           |           |  |
|  | 5              | Groningen(avanza en el global) | 4              |                            |   |           |           |           |  |
|  | 2              | AZ                             | 3              |                            |   |           |           |           |  |
|  | 2              | AZ                             | 3              |                            | A | Groningen | 2         |           |  |
|  |                |                                |                |                            | A | Groningen | 2         |           |  |
|  |                |                                | B              | Ajax (avanza en el global) | 3 |           |           |           |  |
|  | 4              | Ajax (avanza en el global)     | B              | Ajax (avanza en el global) | 3 | 7         |           |           |  |
|  | 4              | Ajax (avanza en el global)     |                |                            |   | 7         |           |           |  |
|  | 3              | Feyenoord                      | 2              |                            |   |           |           |           |  |
|  | 3              | Feyenoord                      | 2              |                            |   |           |           |           |  |
|  |                |                                |                |                            |   |           |           |           |  |

Ajax clasifica a la Liga de Campeones de la UEFA 2006-07. Groningen, AZ y Feyenoord clasifican a la Copa de la UEFA 2006-07.
Por un boleto para la Copa de la UEFA y una posible entrada para la Copa Intertoto

|  | Partidos C y D | Partidos C y D                   | Partidos C y D |                                  |   | Partido F | Partido F | Partido F |  |
|  |                |                                  |                |                                  |   |           |           |           |  |
|  |                |                                  |                |                                  |   |           |           |           |  |
|  | 9              | Twente (avanza en el global)     | 5              |                                  |   |           |           |           |  |
|  | 9              | Twente (avanza en el global)     | 5              |                                  |   |           |           |           |  |
|  | 6              | Utrecht                          | 1              |                                  |   |           |           |           |  |
|  | 6              | Utrecht                          | 1              |                                  | C | Twente    | 0         |           |  |
|  |                |                                  |                |                                  | C | Twente    | 0         |           |  |
|  |                |                                  | D              | Heerenveen (avanza en el global) | 6 |           |           |           |  |
|  | 8              | Roda JC                          | D              | Heerenveen (avanza en el global) | 6 | 0         |           |           |  |
|  | 8              | Roda JC                          |                |                                  |   | 0         |           |           |  |
|  | 7              | Heerenveen (avanza en el global) | 1              |                                  |   |           |           |           |  |
|  | 7              | Heerenveen (avanza en el global) | 1              |                                  |   |           |           |           |  |
|  |                |                                  |                |                                  |   |           |           |           |  |

Heerenveen clasifica a la Copa de la UEFA 2006-07. FC Twente se enfrenta con Vitesse (ganador del partido I) por una plaza para la Copa Intertoto 2006.
Por un posible boleto para la Copa Intertoto

|  | Partidos G y H | Partidos G y H                | Partidos G y H |     |   | Partido I                     | Partido I | Partido I |  |
|  |                |                               |                |     |   |                               |           |           |  |
|  |                |                               |                |     |   |                               |           |           |  |
|  | 13             | Heracles                      | 3              |     |   |                               |           |           |  |
|  | 13             | Heracles                      | 3              |     |   |                               |           |           |  |
|  | 10             | NEC (avanza en el global)     | 4              |     |   |                               |           |           |  |
|  | 10             | NEC (avanza en el global)     | 4              |     | I | Vitesse (avanza en el global) | 2         |           |  |
|  |                |                               |                |     | I | Vitesse (avanza en el global) | 2         |           |  |
|  |                |                               | H              | NEC | 1 |                               |           |           |  |
|  | 12             | RKC                           | H              | NEC | 1 | 4                             |           |           |  |
|  | 12             | RKC                           |                |     |   | 4                             |           |           |  |
|  | 11             | Vitesse (avanza en el global) | 6              |     |   |                               |           |           |  |
|  | 11             | Vitesse (avanza en el global) | 6              |     |   |                               |           |           |  |
|  |                |                               |                |     |   |                               |           |           |  |

Vitesse se enfrenta con FC Twente (perdedor del partido F) por una plaza para la Copa Intertoto 2006.
Por una entrada para la Copa Intertoto
|  | Partido J |                              |   |  |
|  |           |                              |   |  |
|  | F         | Twente (avanza en el global) | 3 |  |
|  | F         | Twente (avanza en el global) | 3 |  |
|  | I         | Vitesse                      | 1 |  |
|  | I         | Vitesse                      | 1 |  |

Twente clasifica a la Copa Intertoto 2006.
Resultados
| Competición                                        | Equipos clasificados                    |
| -------------------------------------------------- | --------------------------------------- |
| Liga de Campeones (Tercera ronda de clasificación) | AFC Ajax                                |
| Copa de la UEFA                                    | FC Groningen AZ Feyenoord sc Heerenveen |
| Copa Intertoto (Tercera ronda)                     | FC Twente                               |

### Por el ascenso y descenso
Por dos plazas para la Eredivisie 2006/07

Ronda 1

| Equipo 1  | Agr. | Equipo 2    | Ida | Vuelta |
| --------- | ---- | ----------- | --- | ------ |
| FC Zwolle | 4–2  | HFC Haarlem | 1–1 | 3–1    |
| TOP Oss   | 5–0  | AGOVV       | 3–0 | 2–0    |

Ronda 2 

| Equipo #1     | Puntos | Equipo #2   | Partido 1 | Partido 2 | Partido 3    |
| ------------- | ------ | ----------- | --------- | --------- | ------------ |
| TOP Oss       | 2-5    | NAC         | 0-0       | 2-2       | 1-3 (t.s.)   |
| De Graafschap | 4-1    | VVV         | 1-1       | 4-2       | No disputado |
| Helmond Sport | 3-6    | FC Volendam | 0-1       | 3-2       | 1-2 (t.s.)   |
| FC Zwolle     | 0-6    | Willem II   | 2-4       | 2-6       | No disputado |

Todos los equipos juegan un partido de local y otro de visitante, con la posibilidad de un tercer partido en caso de empate. El equipo que ha marcado más goles de visitante en los dos partidos de ida, jugará el tercer partido de desempate de local. Si ambos equipos han marcado la misma cantidad de goles fuera de casa, una tanda de penaltis después del partido de vuelta decidirá quién juega de local en el tercer partido.
Ronda 3 

| Equipo #1     | Puntos | Equipo #2 | Partido 1 | Partido 2 | Partido 3    |
| ------------- | ------ | --------- | --------- | --------- | ------------ |
| De Graafschap | 0-6    | Willem II | 0-1       | 1-2       | No disputado |
| FC Volendam   | 1-4    | NAC       | 1-2       | 0-0       | No disputado |

Todos los equipos juegan un partido de local y otro de visitante, con la posibilidad de un tercer partido en caso de empate. El equipo que ha marcado más goles de visitante en los dos partidos de ida, jugará el tercer partido de desempate de local. Si ambos equipos han marcado la misma cantidad de goles fuera de casa, una tanda de penaltis después del partido de vuelta decidirá quién juega de local en el tercer partido.
NAC Breda y Willem II permanecen en la Eredivisie.

## Resultados
Nota: salvo PSV, los demás equipos se clasificaron a las competiciones europeas al ganar los play-offs.
- Liga de Campeones: PSV Eindhoven
- Calificación a la Liga de Campeones: AFC Ajax
- Copa de la UEFA: FC Groningen, AZ Alkmaar, SC Heerenveen, Feyenoord
- Copa Intertoto: FC Twente
- Descensos: RBC Roosendaal
- Ascensos: Excelsior Rotterdam

## Máximos goleadores
| Klaas Jan Huntelaar | Ajax          | 33 |
| Shota Arveladze     | AZ Alkmaar    | 22 |
| Dirk Kuyt           | Feyenoord     | 22 |
| Jefferson Farfán    | PSV Eindhoven | 21 |
| Salomon Kalou       | Feyenoord     | 15 |

## Premios

### Bota de Oro
- 2005/06 —  Dirk Kuyt (Feyenoord Rotterdam)